# 弗雷努瓦莱鲁瓦
弗雷努瓦莱鲁瓦（法語：Fresnoy-lès-Roye，法語發音：[fʁɛnwa lɛ ʁwa]，意为“鲁瓦附近的弗雷努瓦”）是法国上法蘭西大區索姆省的一个市镇，属于蒙迪迪耶区。

## 地理
弗雷努瓦莱鲁瓦（49°44'14"N, 2°46'32"E）面积7.65 平方千米，位于法国上法蘭西大區索姆省，该省份为法国北部沿海省份，北起加来海峡省和北部省，西接滨海塞纳省和大西洋英吉利海峡，南至瓦兹省，东临埃纳省。
与弗雷努瓦莱鲁瓦接壤的市镇（或旧市镇、城区）包括：拉沙瓦特、克雷姆里、达姆里、弗朗萨尔、瓜扬库尔、格吕尼、阿唐库尔、利扬库尔福斯、帕尔维莱尔-勒凯努瓦。
弗雷努瓦莱鲁瓦的时区为UTC+01:00、UTC+02:00（夏令时）。

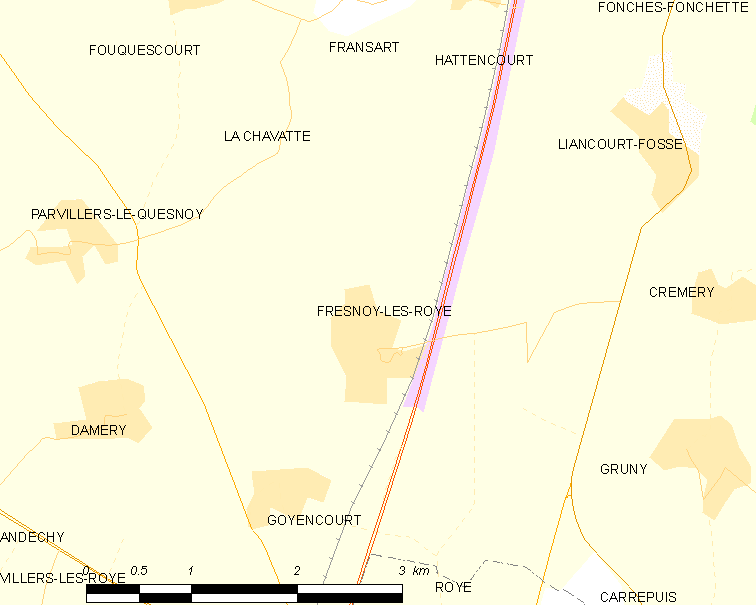
弗雷努瓦莱鲁瓦的OSM定位图

## 行政
弗雷努瓦莱鲁瓦的邮政编码为80700，INSEE市镇编码为80359。

## 政治
弗雷努瓦莱鲁瓦所属的省级选区为鲁瓦县。

## 人口

1962-2008年间弗雷努瓦莱鲁瓦人口变化图示

弗雷努瓦莱鲁瓦于2022年1月1日时的人口数量为285人。